# 뉴욕 증권거래소
뉴욕 증권거래소(영어: New York Stock Exchange, NYSE)는 미국 뉴욕에 있는 증권거래소로 세계 주요 기업들의 주식이 상장되어 있는 곳이다.
"Big Board"라는 별명을 가진 뉴욕 증권거래소(NYSE)는 뉴욕 기반의 증권거래소이다. 이는 달러 시가총액 기준으로 세계에서 가장 큰 증권거래소이고 등록된 회사 개수로는 두 번째로 가장 큰 증권거래소이다. 이 거래소의 주가 총액은 1990년대 사이에 나스닥에 추월당하기도 했다. 뉴욕 증권거래소는 2018년 12월 31일 기준으로 세계적으로 22.9조 달러의 시가총액을 가지고 있다.
뉴욕 증권거래소 트레이딩룸(Trading room)은 월스트리트 11번가에 있고, 거래를 돕기 위한 5개의 방으로 이루어져 있다. 본관은 월스트리트와 Exchange Place의 코너인 브로드 스트리트 18번가에 있고, 1978년에 미국 국립역사기념물로 지정되었다.

## 비즈니스
뉴욕 증권거래소는 구매자와 판매자가 상장된(public trading에 등록된) 기업의 주식을 거래할 수 있도록 능률적인 방안을 제공한다. 이 거래소는 양쪽 모두를 위한 가장 합리적인 가격을 제공하도록 설계된 경매 환경을 통해 효율적인 가격 탐색을 제공한다. 1985년 9월 30일부터 뉴욕 증권거래소 거래시간은 9:30-16:00 동부 표준시)이었다.
2007년 1월 24일에 모든 NYSE 주식들은 전자 혼성 시장(Hybrid Market)을 통하여 거래될 수 있다(매우 높은 가격을 가진 일부 주식들을 제외하고). 소비자는 이제 즉시 전자적으로 실행되는 주문을 보낼 수 있고, 혹은 주문을 경매 시장의 거래장에 보낼 수 있다. 이제는 전체의 50%가 넘는 주문이 전자적으로 거래장으로 전송되고 있다.
거래장에서, NYSE는 연속적인 경매 형식으로 거래한다. 여기, 인간 상호작용(human interaction)과 전문가 판단이 주문 실행에 있어서 NYSE를 완전히 전자적인(fully electronic) 시장으로부터 차별화시킨다. 거래장에는 각 거래의 목록이 보여지는 특정한 장소가 있다. 특정 주식의 구매나 판매에 관심이 있는 거래 참가자들은 적절한 기둥(post)에 모이고, 이곳에서 전문 브로커, NYSE 멤버 회사에 고용된(즉, 뉴욕 증권거래소의 직원이 아님),가 구매자와 판매자를 한 곳에 모이게 하고 실제 경매를 관리하기 위하여 개방된 구두경매(outcry auction) 시장 환경의 경매인으로 활동한다. 그들은 가끔 (대략 10% 정도의 시간) 그들 자신의 자본을 위탁(commit)함으로써 거래를 촉진시키고 정보를 대중에게 퍼트려 구매자와 판매자가 모이게 한다. 색깔있는 작업복을 입은 사람들의 열광적인 동요는 월 스트리트 (1987년 영화)와 같은 여러 영화에서 포착되었다.
1960년대 중반에 NYSE 종합지수 (NYSE: NYA)가 만들어졌고, 1965년 연말가치와 동등하도록 설정된 50포인트의 기준가(base value)가 설정되었고, 이는 30개 주식만 포함되는 다우 존스 산업평균지수 같은 지표를 대신하여 거래소의 모든 주식거래의 가치를 반영하게 되었다. 이 지수의 수준을 올리기 위하여 2003년 NYSE는 2002년 연말가치와 동등하도록 설정된 5,000 points의 새로운 기준가(base value)를 설정하였다. (이전에 이 지표는 500포인트 보다 약간 낮았으며, 생애최고점과 최저점은 각각 670포인트와 33포인트였다.)
주식을 거래소에서 직접적으로 거래할 수 있는 권리는 1366 "좌석(seats)"의 소유자들에게 주어진다. 이 용어는 1870년대까지 NYSE 멤버들이 거래를 하기 위해 의자에 앉아 있었다는 사실로부터 온다.(이 시스템은 예전에 폐기되었다.) 1868년도에 좌석의 수는 533개로 한정되어 있었고, 이 숫자는 오랜 기간 동안 여러 번 증가되었다. 1953년도에 거래소는 1366 좌석에서 멈추었다. 이 좌석들은 NYSE에서 직접적으로 주식을 거래할 수 있는 능력을 준다는 점에서 인기있는 상품이다. 좌석 자격은 오랜 기간 넓은 간격으로 변화해 왔고, 일반적으로 불경기에는 하락하고 경제 팽창기에는 상승했다. 가장 비싼 좌석은 1929년도에 팔린 625,000달러인데, 인플레이션을 감안하면, 현재의 달러가치로 6백만 달러가 넘는다. 최근에 좌석들은 1990년대 후반에 4백만 달러, 2001년도에는 1백만 달러에 달하는 높은 가격에 팔려 왔다. 2005년도에 좌석가격은 거래소가 Archipelago와 합병하고 영리목적의, 공적으로 거래되는 회사가 됨에 따라 3.25백만 달러까지 치솟았다. 좌석 주인들은 좌석당 500,000달러의 현금과 새로 생겨난 이 회사의 77,000주를 받았다. NYSE는 이제 거래소에서 직접 거래할 수 있는 1년치 권리를 판매한다.

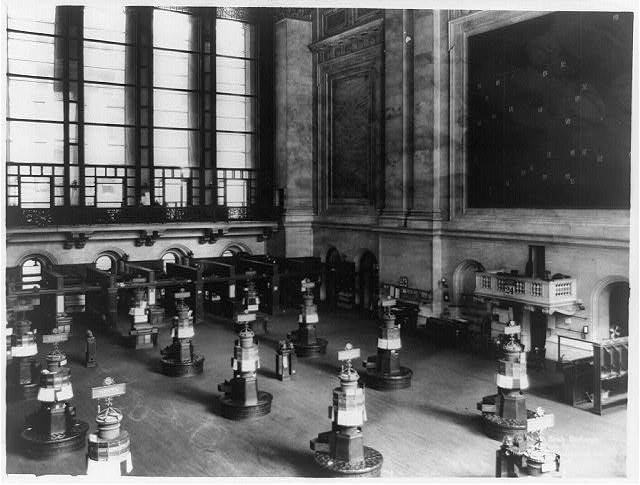
the trading floor의 옛 사진
(HABS 사진)

## 같이 보기
- 뉴욕의 경제
- 미국의 경제
- 미국 증권거래위원회